# Mahāvīra
Ne doit pas être confondu avec le mathématicien indien du IXe siècle, Mahāvīra.
Mahāvīra, également connu sous le nom de Vardhamāna, était le vingt-quatrième tirthankara qui a atteint la connaissance parfaite (kevala jnana) et qui établit un "gué" (tirtha) pour aider les autres à traverser le cycle des renaissances (samsara) et atteindre la libération (moksha).
Il a exposé les enseignements spirituels, philosophiques et éthiques des tirthankaras précédents de l'ère pré-védique. Selon la tradition jaïne, Mahavira serait né au début du VIe siècle av. J.-C. dans une famille royale de Kshatriya dans le Bihar actuel, en Inde. À l'âge de 30 ans, il abandonna tous les biens de ce monde et quitta son foyer à la recherche d'un réveil spirituel pour devenir un ascète. Mahavira a pratiqué une méditation intense et de sévères austérités pendant 12 ans, après quoi il est supposé avoir atteint Kevala Jnana (omniscience). Il a prêché pendant 30 ans et, selon les Jains, il aurait atteint le Moksha au VIe siècle av. J.-C., bien que l'année varie selon les sectes. Des érudits tels que Karl Potter[réf. nécessaire] considèrent sa biographie comme incertaine; Certains suggèrent qu'il a vécu au Ve siècle av. J.-C., en même temps que le Bouddha. Mahavira a atteint le nirvana à l'âge de 72 ans et son corps a été incinéré.
Après avoir atteint Kevala Jnana, Mahavira a enseigné que le respect des vœux de ahimsa (non-violence), satya (vérité), asteya (non-vol), brahmacharya (chasteté) et aparigraha (non-attachement) est nécessaire à la libération spirituelle. Il a enseigné les principes d'Anekantavada (réalité multiforme): syadvada et nayavada. Les enseignements de Mahavira ont été compilés par Indrabhuti Gautama (son principal disciple) sous le nom de Jain Agama. On pense que les textes, transmis oralement par les moines jaïn, ont été en grande partie perdus vers le Ier siècle (quand ils ont été écrits pour la première fois). Les versions survivantes des Agames enseignées par Mahavira sont quelques-uns des textes fondateurs du jaïnisme.
Mahavira est généralement représenté dans une posture méditative assise ou debout, avec le symbole d'un lion sous lui. Sa première iconographie provient de sites archéologiques de la ville de Mathura, dans le nord de l'Inde, et est datée du Ier siècle av. J.-C. au IIe siècle. Sa naissance est célébrée sous le nom de Mahavir Jayanti et son nirvana est observé par les Jaïns sous le nom de Dīpāwalī.
Mahāvīra ou Mahāvīr qui signifie Le Grand Héros est le 24e et dernier Tirthankara jaïn (599-527 avant notre ère selon les Shvetāmbara; de -581 à -409 pour les Digambara; et de -549 à -477 pour les historiens).
Il est l'une des figures centrales du jaïnisme, étant considéré comme celui qui a donné au jaïnisme sa forme actuelle et fédérateur de la communauté jaïne (sangha).

## Noms et épithètes
Les littératures jaïnnes et bouddhistes qui ont survécu au début de la littérature utilisent plusieurs noms (ou épithètes) pour Mahavira, notamment Nayaputta, Muni, Samana, Niggantha, Bramhan et Bhagavan. Dans les premiers suttas bouddhistes, il est appelé Araha ("digne") et Veyavi (dérivé de "Vedas", mais signifiant "sage" dans ce contexte; Mahavira n'a pas reconnu les Védas en tant qu'Écritures). Il est connu sous le nom de Sramana dans le Kalpa Sūtra, "dépourvu d'amour et de haine".
Selon des textes postérieurs jaïns, le nom d'enfance de Mahavira était Vardhamāna ("celui qui grandit") en raison de la prospérité du royaume au moment de sa naissance. Selon les Kalpasutras, il était appelé Mahavira ("le grand héros") par les dieux du Kalpa Sūtra parce qu'il demeurait inébranlable au milieu des dangers, des peurs, des difficultés et des calamités. Il est également connu comme un tirthankara.

## Mahavira historique

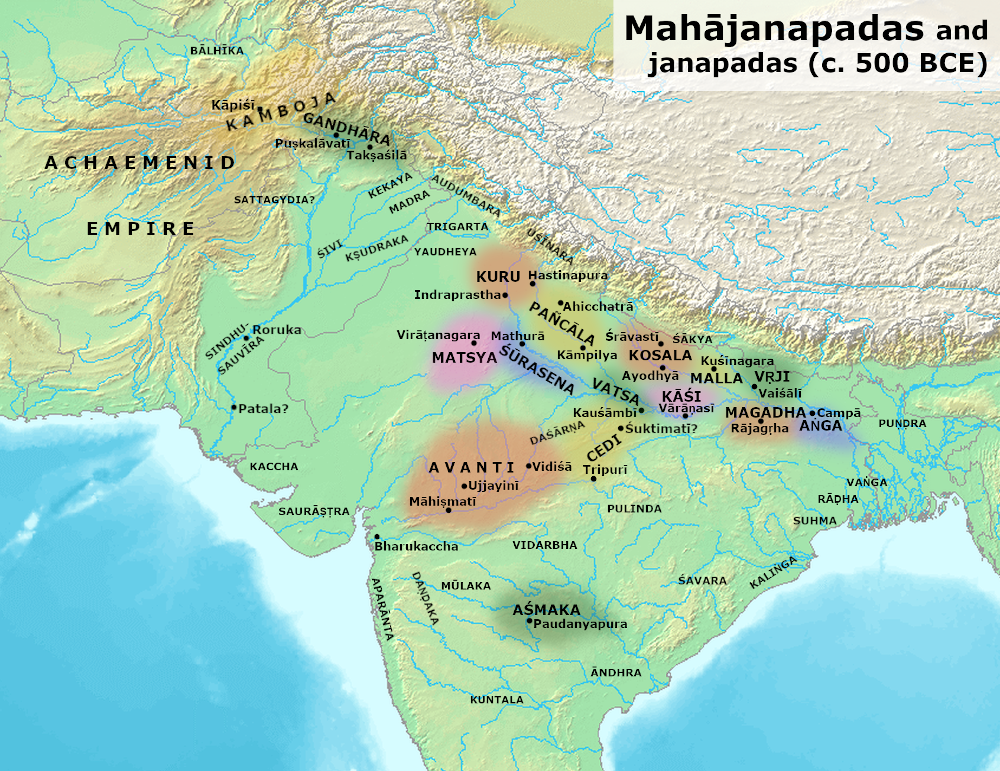
Anciens royaumes et villes de l'Inde à l'époque de Mahavira

Bien que les érudits du jaïnisme admettent universellement que Mahavira vivait dans l'Inde ancienne, les détails de sa vie et l'année de sa naissance font l'objet de débats. Selon le texte de Digambara Uttarapurana, Mahavira est né à Kundpur dans le royaume des Videhas; le Śvētāmbara Kalpa Sūtra utilise le nom "Kundagrama", situé dans l'actuel Bihar, Inde. Bien que l’on pense qu’il s’agit de la ville de Basu Kund, située à environ 60 km au nord de Patna (capitale du Bihar), son lieu de naissance reste un sujet de litige. Mahavira renonça à sa richesse matérielle et quitta son foyer à l'âge de vingt-huit ans (trente autres), vécut une vie ascétique pendant douze ans, puis prêcha le jaïnisme pendant trente ans. Les lieux où il a prêché sont un sujet de désaccord entre les deux traditions principales du jaïnisme: les Śvētāmbaras et les Digambaras.
La tradition Śvētāmbara croit que Mahavira est né en 599 av. J.-C. et est décédé en 527 av. J.-C. La tradition Digambara pense qu'il est décédé en 510 av. J.-C. La controverse découle des efforts déployés pour le distinguer du Bouddha; Selon les textes bouddhistes et jaïns, ils seraient des contemporains et (contrairement à la littérature jaïn), une grande partie de la littérature bouddhiste ancienne a survécu. Presque tous les indologues et historiens, selon Paul Dundas et d'autres, datent de la naissance de Mahavira vers 497 av. J.-C. et de sa mort vers 425 av. J.-C. Cependant, l'ère de la Vira Nirvana Samvat a commencé en 527 av. J.-C. (avec le nirvana de Mahavira) et fait partie intégrante de la tradition jaïne.
Hemachandra, érudit jaïn du XIIe siècle, plaça Mahavira au Ve siècle av. J.-C. Kailash Jain écrit que Hemachandra a effectué une analyse incorrecte qui, parallèlement (avec des tentatives d'établir le nirvana de Bouddha), a été une source de confusion et de controverse sur le nirvana de Mahavira. Selon Jain, la date traditionnelle de 527 av. J.-C. est exacte; le Bouddha était plus jeune que Mahavira et "pourrait avoir atteint le nirvana quelques années plus tard". Le lieu de son nirvana, Pavapuri dans l'actuel Bihar, est un lieu de pèlerinage pour les Jaïns.

## Tradition jain
Selon la cosmologie jaïn, 24 Tirthankaras sont apparus sur terre; Mahavira était le dernier Tirthankara d'Avasarpiṇī (le cycle temporel actuel). Un Tirthankara (fabricant de gué, sauveur ou enseignant spirituel) signifie la fondation d'un tirtha, un passage à travers la mer des cycles de naissance et de mort.

### Naissance

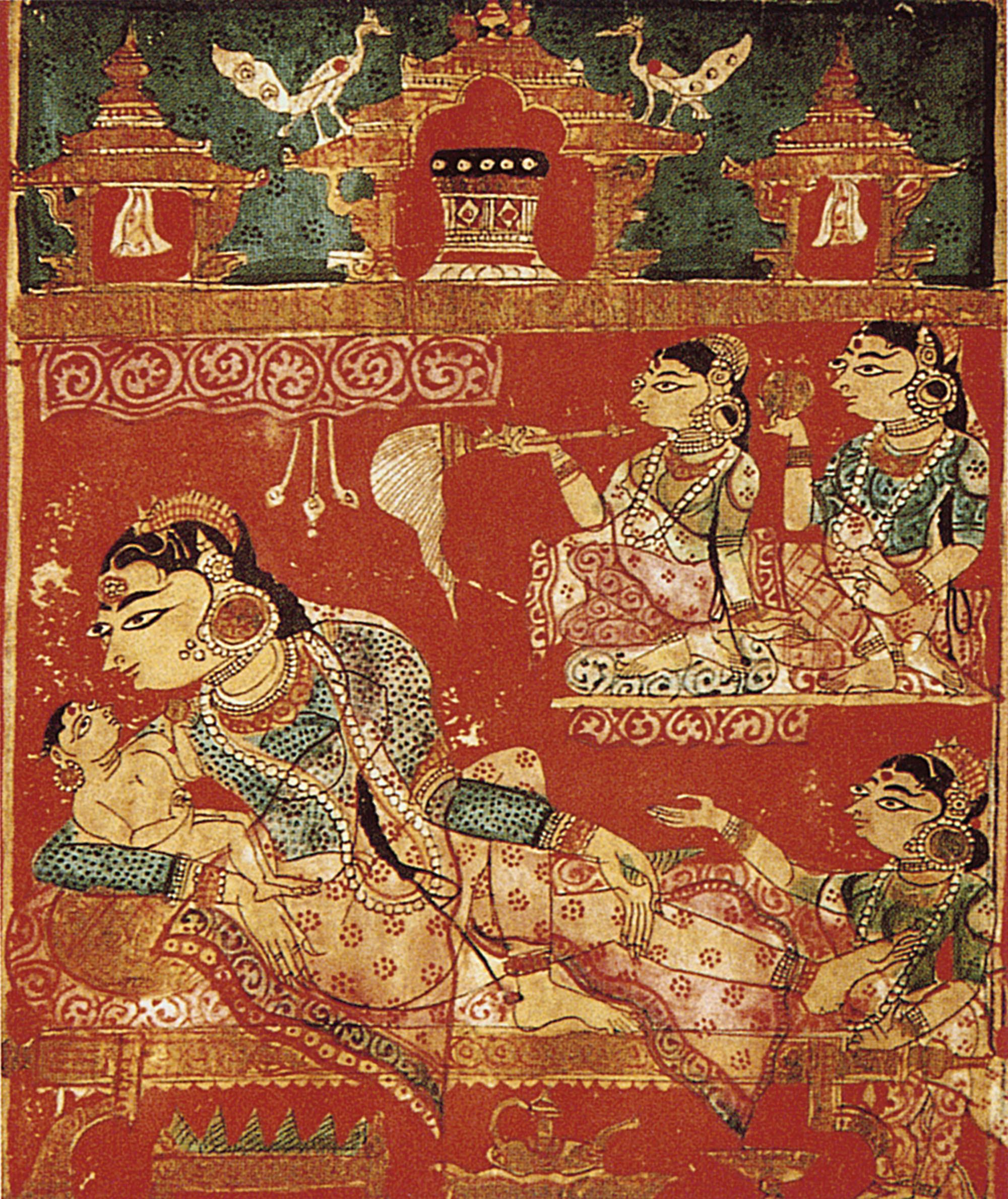
La naissance de Mahavira, du Kalpa Sūtra (vers 1375-1400)

Membre de la gotra Kashyapa, Mahavira est né dans la famille royale kshatriya, du roi Siddhartha et de la reine Trishala, de la dynastie Ikshvaku. C'est la dynastie dans laquelle les épopées hindoues placent Rama et le Ramayana, les textes bouddhistes situent le Bouddha et les Jaïns attribuent vingt-et-un autres de leurs vingt-quatre tirthankaras.
Selon le courant Digambara, Mahavira serait né en 540 av.JC. Les textes de Svetambara indiquent qu'il est né en 599 av. Son anniversaire tombe le treizième jour de la lune naissante du mois de Chaitra dans l'ère du calendrier Vira Nirvana Samvat. Il tombe en mars ou avril du calendrier grégorien et est célébré par les Jaïns en tant que Mahavir Jayanti.
On pense traditionnellement que Kundagrama (lieu de naissance de Mahavira) se trouve près de Vaishali, une ville ancienne située dans la plaine indo-gangétique. Son emplacement dans le Bihar actuel n'est pas clair, en partie à cause des déplacements des limites de l'ancien Bihar pour des raisons économiques et politiques. Selon "l'Histoire universelle" dans la mythologie jaïn, Mahavira a connu de nombreuses renaissances (total 27 naissances) avant sa naissance au VIe siècle. Ils incluaient un habitant de l'enfer, un lion et un dieu (deva) dans un royaume céleste juste avant sa dernière naissance en tant que 24e tirthankara. Les textes de Svetambara indiquent que son embryon a été formé pour la première fois chez une femme brahmanique avant d'être transféré par Hari-Naigamesin (le commandant divin de l'armée d'Indra) dans le ventre de Trishala, la femme de Siddhartha. Les adeptes de la tradition Digambara ne croient pas à la légende du transfert d'embryons.
Les textes jaïns disent qu'après la naissance de Mahavira, le dieu Indra est venu du ciel avec 56 dipkumaries, l'a oint et a accompli son abhisheka (consécration) sur le mont Meru. Ces événements, illustrés dans un certain nombre de temples jaïns, jouent un rôle dans les rituels modernes des temples jaïns. Bien que les récits de Kalpa Sūtra sur les légendes de la naissance de Mahavira soient récités par Svetambara Jains lors du festival annuel Paryushana, le même festival est observé par les Digambaras sans récitation.

## Biographie
La vie et les enseignements de Mahāvīra sont connus par plusieurs textes, en particulier par l'Ācārāngasūtra et le Kalpa-sūtra.
Le prince Vardhamāna est né à Kundapura (Kundagrama périphérie de Vaisali près de la Patna) dans le Bihar au nord-est de l'Inde au VIe siècle avant notre ère. Dans le Kalpa-sūtra, on peut lire qu'il est né en 599 avant notre ère, mais des dates plus tardives (notamment 540) ont aussi été avancées. Il naquit du roi Siddhartha (Siddhartaraja) et de la reine Trishala, dans la caste des nobles et des guerriers kshatriya. La famille fondait ses croyances sur les enseignements de Parshva. (Voir l'article Préjaïnisme.)
À l'âge de trente ans, il devint un sadhana (ascète), abandonna au bout de quelques mois tout vêtement jugeant que le détachement du monde exigeait la pratique de la nudité (bodiya pratiquée par les Digambara et certains Sâdhus) et se livra pendant douze ans et demi à la méditation et à de longues périodes de jeûne. Il s'arrache les cheveux en cinq poignées (keśaloca). Après douze ans d'errance et de quête solitaire, il atteignit alors l'illumination (Kevala-jñāna), l'omniscience (samavasaraņa) à Pava (la Pavapuri moderne), et fut par la suite appelé Mahāvīra (grand héros).
Il se consacra alors à l'enseignement des principes qu'il avait ainsi découverts en devenant Jina (vainqueur) et Tîrthankara (faiseur de gué). Aux principes déjà enseignés par Parshva (le rejet de la violence, du mensonge, du vol et de la possessivité), il ajouta celui de chasteté. Se constitua autour de lui une large communauté monastique et ascétique. Bien qu'il n'ait pas réellement fondé une nouvelle religion, il renforça et réforma à la fois d'antiques pratiques, et facilita leur extension à travers l'ouest et le centre de l'Inde au cours des siècles qui suivirent.
Il mourut, sans doute en 527 avant notre ère, à l'âge de soixante-douze ans ayant notammentmis fin aux cycles des karmas,.
Les Jaïns le vénèrent comme leur 24e et dernier Tirthankara (passeur du gué des renaissances des âmes) ou Prophète. Pour le distinguer des 23 autres Tirthankara son symbole au bas de ses statues est un lion.
Chaque année la communauté jaine fête son anniversaire lors de la Mahāvīr Jayantī. Le gouvernement indien en a fait un jour férié national.

## Galerie

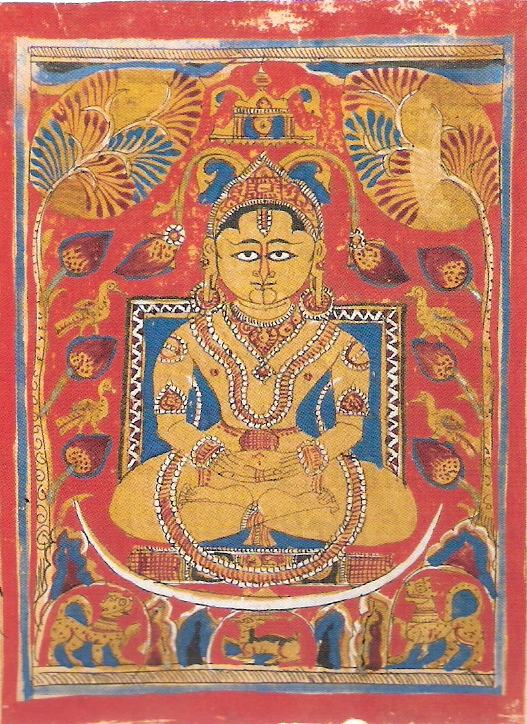
Mahāvīra, enluminure du folio du Kalpasutra, vers 1472.
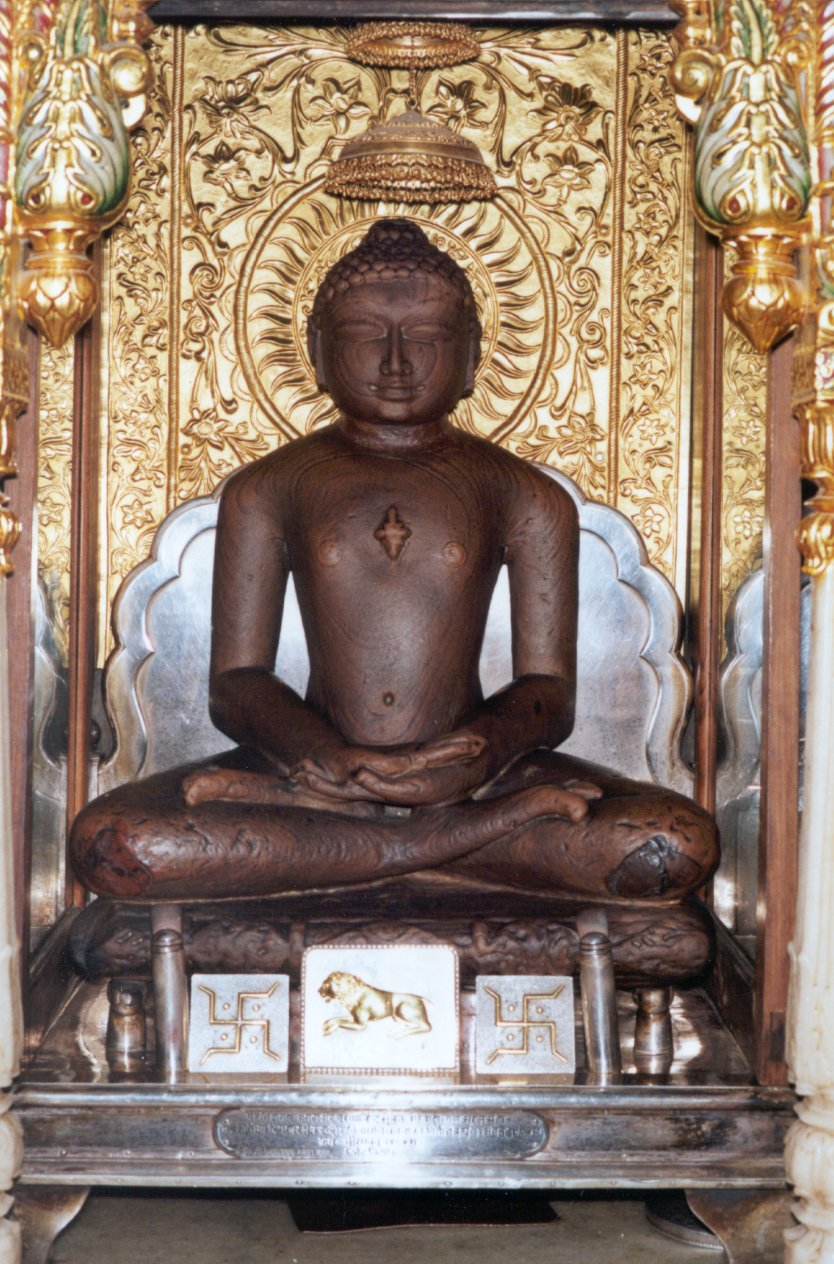
Sculpture de Mahāvīra dans un autel du Shri Mahavirji (en) au Rajasthan, en Inde.
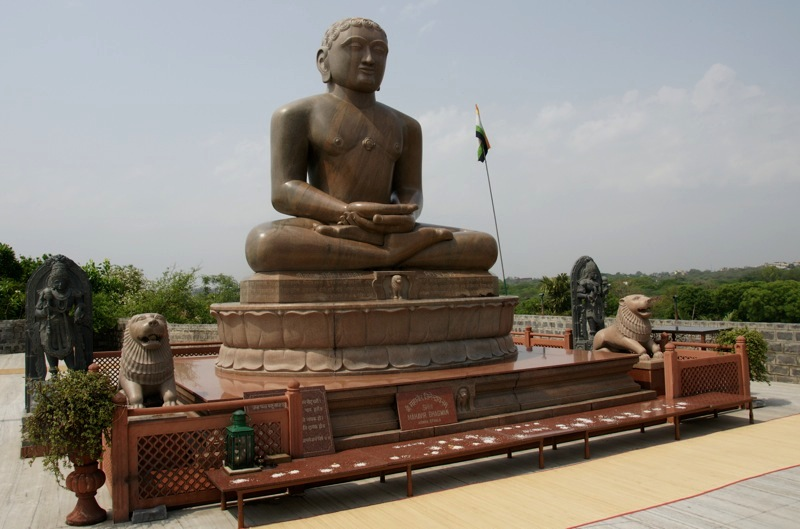
Sculpture monumentale à Delhi
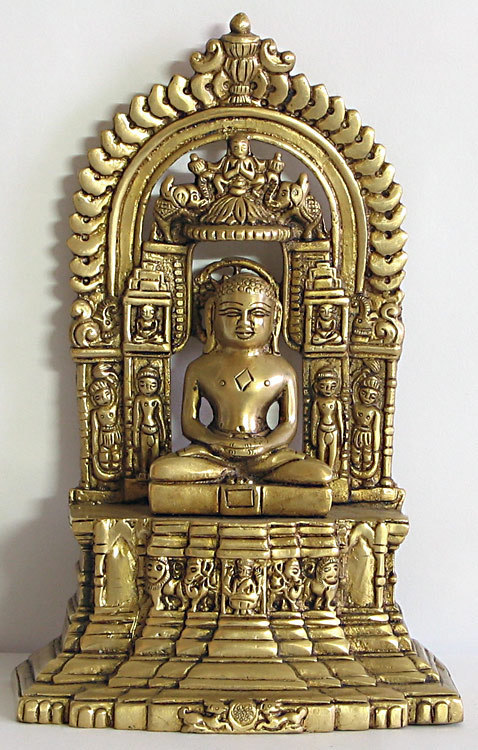
Version en or

### Source s
- (en) Paul Dundas, The Jains, London/New York, Routledge, 2002, Second éd. (1re éd. 1992), 354 p. (ISBN 978-0-415-26605-5, lire en ligne)